# Tantoaga
Tantoaga est une localité située dans le département de Rambo de la province du Yatenga dans la région Nord au Burkina Faso.

## Économie
L'agriculture est l'activité économique principale du village.

## Santé et éducation
Le centre de soins le plus proche de Tantoaga est le centre de santé et de promotion sociale (CSPS) de Rambo tandis que le centre médical avec antenne chirurgicale (CMA) se trouve à Séguénéga.
Tantoaga possède une école primaire publique.